# Andrea Büsing-Kolbe
Andrea Büsing-Kolbe, geborene Kolbe (* 1941 in Dresden-Oberloschwitz) ist eine deutsche Klassische Archäologin.

## Leben
Andrea Kolbe, Tochter des Architekten Joachim Kolbe (1904–1991) und Enkelin des Architekten Rudolf Kolbe (1873–1947), absolvierte nach dem Abitur ein Volontariat in der Skulpturensammlung der Dresdener Kunstsammlungen. Anschließend studierte sie Klassische Archäologie, Geschichte und Kunstgeschichte. 1970 wurde sie an der Universität Marburg bei Heinrich Drerup promoviert.
Verheiratet war sie mit dem Archäologen Hermann Büsing (1940–2021), der an der Universität Bochum tätig war. Sie hatte zeitweise ein Stipendium der DFG, Lehraufträge an der Universität Bochum und war in der Erwachsenenbildung tätig. Sie nahm von 1992 bis 2000 an der von ihrem Mann geleiteten Ausgrabung einer römischen Straßenstation (Mansio) in der Gemarkung Chiusano in Norditalien zwischen Ficarolo und Gaiba teil.

## Schriften (Auswahl)
- Frühe griechische Türen. In: Jahrbuch des Deutschen Archäologischen Instituts. Band 93, 1978, S. 66–174 (= Dissertation Marburg 1970).
- Corpus Vasorum Antiquorum Deutschland  Band 42: Mainz, Römisch-Germanisches Zentralmuseum. Band 1. Verlag C. H. Beck, München 1977, ISBN 3-406-06342-X (Digitalisat).
- Corpus Vasorum Antiquorum Deutschland  Band 43: Mainz, Römisch-Germanisches Zentralmuseum. Band 2. Verlag C. H. Beck, München 1978, ISBN 3-406-06343-8 (Digitalisat).
- mit Hermann Büsing: Die Dame von Ficarolo in Ihrem historischen Kontext. In: Kölner Jahrbuch. Bd. 31, 1998, S. 253–276.
- mit Hermann Büsing: Stadt und Land in Oberitalien. Verlag Philipp von Zabern, Mainz 2002, ISBN 3-8053-2847-8.
- mit Hermann Büsing: Harmonie von Bau und Landschaft. Der Architekt Rudolf Kolbe (herausgegeben vom Ortsverein Loschwitz-Wachwitz e. V.). Elbhang-Kurier-Verlag, Dresden 2010, ISBN 978-3-936240-17-7.